# Komarno (Czarnogóra)
Komarno (cyr. Комарно) – wieś w Czarnogórze, w gminie Bar. W 2011 roku liczyła 15 mieszkańców.